# Josef Loos (Eishockeyspieler)

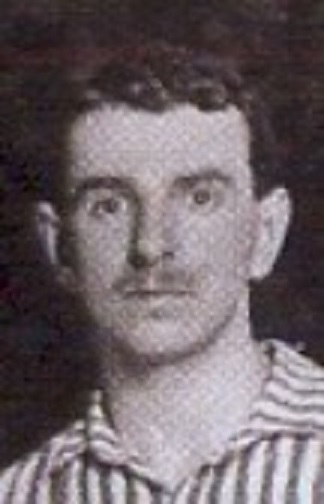
Josef Loos

Josef Loos (* 13. März 1888 in Prag, Österreich-Ungarn; † 15. Februar 1955 ebenda) war ein tschechoslowakischer Eishockeyspieler und -funktionär.

## Karriere
Josef Loos spielte als Jugendlicher beim SK Slavia Prag Bandy und Fußball. 1909 begann er mit dem kanadischen Eishockey und wurde 1914 in die Böhmische Nationalmannschaft berufen, die an der Eishockey-Europameisterschaft 1914 teilnahm. Dabei gewann er die Goldmedaille. Nach dem Ersten Weltkrieg nahm er nur noch an einem weiteren Turnier teil: Bei den Olympischen Sommerspielen 1920 in Antwerpen gewann er mit der tschechoslowakischen Nationalmannschaft die Bronzemedaille im olympischen Eishockeyturnier.
Nach seinem Karriereende in den 1920er Jahren agierte Loos bei Slavia Prag als Funktionär und nahm auch Aufgaben im tschechoslowakischen Eishockeyverband war. Zwischen 1946 und 1948 führte er diesen als Präsident. In dieser Zeit wurde die Eishockey-Weltmeisterschaft 1947 in Prag ausgetragen, an deren Organisation Loos maßgeblich beteiligt war. Zwischen 1945 und 1953 gehörte außerdem dem Direktorat des Eishockey-Weltverbandes an und war zeitweise dessen stellvertretender Präsident.

## Erfolge und Auszeichnungen
- 1914 Goldmedaille bei der Europameisterschaft
- 1920 Bronzemedaille bei den Olympischen Sommerspielen